# Hotep Idris Galeta
Hotep Idris Galeta (* 7. Juni 1941 in Kapstadt als Cecil Galeta; † 3. November 2010 in Johannesburg) war ein südafrikanischer Jazzpianist, Musikpädagoge und Komponist. In den 1950er und 1960er Jahren trat er unter dem Vornamen seines Vaters als Cecil Barnard auf.

## Leben und Wirken
Galeta wuchs in Kapstadt auf und war schon als Jugendlicher Mitglied der südafrikanischen Jazzszene; sein früher Mentor war Abdullah Ibrahim. Er nannte sich in den 1950er Jahren Cecil Barnard und trat auch mit Chris McGregor, Dudu Pukwana, Johnny Gertze und Makaya Ntshoko auf. Um 1960 verließ er das von der Apartheid beherrschte Südafrika und lebte ein Jahr in London, bevor er 1962 in die Vereinigten Staaten zog, wo er seine Ausbildung fortsetzte. Er studierte u. a. bei John Mehegan und erwarb den Master of Arts in Musikerziehung. Ende der 1960er Jahre spielte er in der Band von Hugh Masekela, mit der er auch auf dem Monterey International Pop Festival 1967 auftrat. Er arbeitete dann mit Jackie McLean und unterrichtete am Hartt College of Music der University of Hartford. Beim Montreux Jazz Festival 1973 gehörte er zur Band von Bobby Hutcherson.
In den 1990er Jahren arbeitete er u. a. mit Mario Pavone (Toulon Days), für den er die Komposition Monk in Soweto schrieb. Er kehrte schließlich 1991 in seine Heimat zurück; dort erschien auch sein Album Malay Tone Poem, das er auf dem südafrikanischen Sheer Sound-Label einspielte, produziert von Zim Ngqawana und begleitet vom Safro Jazz Quintet mit Original-Kompositionen von Galeta. Das Album wurde dreifach für die South African Music Awards nominiert.
In den 1990er Jahren war er u. a. als musikalischer Direktor eines von der VolkswagenStiftung unterstützten Programms namens Music Active für Musikerziehung an Highschools aktiv. Er war in derselben Position auch für David Kramers und Taliep Petersons Rockoper Poison tätig und unterrichtete am Music Department der University Fort Hare in Alice. Daneben wirkte er im Miriam Makeba Performing Arts Centre mit, das 2006 in East London entstand. 2009 zog er nach Johannesburg, wo er im Downtown Music Hub auftrat. Er starb im November 2010 an den Folgen eines Asthmaanfalls.
Galeta wirkte im Laufe seiner Karriere außerdem bei Aufnahmen von Hugh Masekela, The Byrds (Younger Than Yesterday, 1967), Bobby Hutcherson (Live at Montreux, 1973), Hadley Caliman, John Handy, Letta Mbulu, Herb Alpert, Jackie McLean, Felicia Marion & Mtunzi Namba, Mario Pavone, Archie Shepp und René McLean mit.
Der südafrikanische Kulturminister Paul Mashatile meinte in seiner Würdigung, dass „Galeta mit seiner vibrierenden Musik lebendig bleiben“ werde.

## Diskographie
- Saxophone Summit (Kaz 1992)
- Heading Home (African Echoes 1998, mit Makhaya Mahlangu, Spencer Mbadu, Monty Weber)
- Solo Jazz Piano, Live at The Tempest (October Records, 1999)
- Malay Tone Poem (Sheer Sound, 2002)